# Yizia
En la ley islámica, la yizia (en árabe: جِزْيَة‎, romanizado: jizya) o capitación es un impuesto per cápita que se impone a los hombres adultos y libres no musulmanes que no estuvieran enfermos, ni fueran mayores ni monjes, conocidos como dhimmíes. Desde el punto de vista de los gobernantes musulmanes, la yizia era una prueba material de la aceptación de los no musulmanes de la sujeción/sumisión al Estado y sus leyes; a cambio, a los sujetos no musulmanes se les permite practicar su fe, para disfrutar de una medida de autonomía comunal, para tener derecho a la protección del Estado musulmán de la agresión exterior, y para la exención del servicio militar y del impuesto zakat que grava a los ciudadanos musulmanes. En la práctica, a los dhimmíes no les estaba permitido hacer proselitismo religioso, y a veces estaba acompañado de otras exigencias, como el no caminar por el lado derecho de la calle, no montar a caballo, solo en mulas, etc. En Marruecos conllevaba el uso de chilabas de color negro, indumentaria impuesta inicialmente por los Almohades, en el siglo XII.
La yizia se continuó aplicando en Persia y en muchos países del norte de África hasta el siglo XIX, pero casi desapareció para el siglo XX por la presión ejercida por los países occidentales. En el siglo XXI, es una ley considerada como contraria a la concepción secular contemporánea de los derechos civiles e igualdad ante la ley de los ciudadanos, sobre todo en los países en los que no se aplica la sharia. La Declaración de los Derechos Humanos en el Islam, firmada en El Cairo en 1990, si bien prohíbe la discriminación en base religiosa, en su artículo 24 y 25 establece que todos los derechos y libertades mencionados previamente se basarán en la sharia, la cual sí establece la legalidad de la yizia.

## Etimología
En árabe significa: "Lo que se toma de los dhimmíes, que es la cantidad de dinero acordada en el contrato que da al no musulmán el estatus de la Dhimmia, y que se deriva de la acción del verbo "recompensa", como si fuera esta (yizia) una compensación por no ser asesinado.
El término árabe yizia aparece en la aleya del Corán 9:29. En la práctica, el término se aplica a un tipo especial de impuesto, que grava a los hombres adultos no musulmanes que viven en un Estado islámico.

## Ley islámica
Muchos estudiosos estipulan que la yizia está sancionada por el Corán, la fuente principal de la ley islámica, basada en el siguiente verso:

“Combatid contra aquéllos, de los que recibieron el Libro, que no crean en Allah ni en el Último Día, no hagan ilícito lo que Allah y Su mensajero han hecho ilícito y no sigan la verdadera práctica de Adoración, hasta que paguen la yizia con sumisión y aceptando estar por debajo.”
(C. 9, 29).

Dado que la aleya no define lo que significa la yizia, es necesario ir a los Hadiz para encontrar la definición. No todos los estudiosos están de acuerdo en la definición exacta, ya que algunos evitan utilizar las interpretaciones de estos.

### Interpretaciones dadas en los Hadiz
La yizia se menciona varias veces en los Hadiz. Entre los temas comunes a través de múltiples Hadiz (y a menudo varias colecciones de Hadiz) incluyen que Mahoma ordenaba a sus comandantes militares luchar contra los no musulmanes, hasta que acepten al islam o paguen la yizia. Mahoma y una serie de califas impusieron la yizia a los residentes no musulmanes en las tierras islámicas, y la eventual abolición de la yizia con la segunda venida de Jesús.
- Sahih Bukhari
  - Volumen 4, Libro 53, Número 385 establece que Mahoma recogió la yizia del pueblo de Baréin, también se establece en el Volumen 5, Libro 59, Número 351 y en el Volumen 8, Libro 76, Número 433.
  - Volumen 4, Libro 53, Número 386 establece que Mahoma ordenó a Al-Mughira y su ejército que lucharan contra los no musulmanes hasta que sólo adoren a Alá o paguen la yizia.
- Sahih Muslim
  - Libro 19, Número 4294 establece que Mahoma ordenó a sus jefes militares que exigieran la yizia a los no musulmanes si se negaban a aceptar el islam, y a combatirlos si se negaban a pagarla.
- Sunan Abu-Dawud
  - Libro 19, Número 3031 establece que Mahoma capturó a Ukaydir, el príncipe cristiano de Dumah, y le perdonó la vida e hizo la paz con él bajo la condición que pagara la yizia.
- Al-Muwatta
  - Libro 17, Número de 17.24.46 establece que Umar ibn Abd al-Aziz eximió a los que se convirtieron al islam de pagar la yizia. También la sunna trata sobre los que deben pagar la yizia, principalmente los varones no musulmanes que han llegado a la pubertad, en lugar del zakat, ya que el zakat tiene como objetivo la purificación de los musulmanes, mientras que la yizia tiene como propósito la humillación de los no musulmanes. También describe el diezmo adicional o ' lo que deben pagar los comerciantes que viajan por 'ushr y la justificación del mismo.

## Aplicación de la yizia
Tan pronto como los comandantes militares musulmanes iniciaron la expansión de su imperio y empezaron a atacar países en Asia, África y el sur de Europa, daban tres opciones a sus enemigos: convertirse al islam, o pagar la yizia (impuestos) cada año, o se enfrentarían a una guerra a muerte. Aquellos que se negaron a ir a la guerra y a convertirse en musulmanes tuvieron que pagar la yizia.
En los primeros períodos del Islam, la yizia se aplicó a todo hombre libre no musulmán. Los esclavos, las mujeres, los niños, los ancianos, los enfermos, [1] los monjes, ermitaños y los pobres [2] estaban todos exentos del impuesto, a menos que alguno de ellos fuere independiente y rico. Sin embargo, estas excepciones ya no se observan en los períodos posteriores de la historia musulmana, y se descartan por completo también en la teoría por la Escuela Shāfi'ī de Derecho, que se impuso en Egipto.
Aunque la yizia inicialmente sólo era obligatoria para la gente de la Escritura, es decir, los seguidores de religiones monoteístas (judaísmo, cristianismo, sabeísmo), bajo la escuela malikí de fiqh, la yizia se extendió a todos los no musulmanes.  Así, algunos gobernantes musulmanes recogieron la yizia incluso de hindúes y sijs que estaban bajo su dominio.
El impuesto de la yizia tenía que ser pagado en mano por cada varón no musulmán personalmente mediante la presentación en persona, llegando a pie sin caballo, con el fin de confirmar que él se rebaja a ser un sometido, acepta la humillación de haber sido conquistado, que paga de buen gusto en agradecimiento por habérsele perdonado la vida a cambio de pagar tributo.

## Monto a pagar por la yizia
En la época de Mahoma, la tasa de la yizia era un dinar por año impuesto a los dhimmíes masculinos en Medina, La Meca, Jáibar, Yemen y Nechrán y un máximo de doce dirhams bajo el Achtiname de Mahoma para el Monasterio de Santa Catalina del Monte Sinaí. Yúsuf afirma que no había una cantidad fija del impuesto, aunque el pago por lo general dependía de la riqueza: el Kitab al-jaraŷ de Abu Yúsuf estableció el monto en 48 dirhams para los más ricos (por ejemplo, casas de cambio), 24 para los de riqueza moderada y 12 para los artesanos y trabajadores manuales.
Otros académicos afirman que los tipos impositivos y las cantidades fueron fijadas y rigurosamente aplicadas. La tasa de la yizia y el impuesto de jarach, impuesto por cabeza y el impuesto por la tierra, superaban el 20 % para todos los no musulmanes, y se tenía que pagar durante la luna nueva. En los países islámicos occidentales, los dimmíes que eran cristianos o judíos en Egipto y Marruecos, los impuestos por lo general se clasificaban en tres niveles con una tasa mínima del 20 % de todos los activos estimados y las ventas. Las tasas más elevadas oscilaban entre 33 % y el 80 % de toda la producción anual de la granjas. [60] En los países islámicos del este, la estructura tributaria fue similar para los dimmíes que eran hindúes y jainistas. Los no musulmanes pagaban tanto la yizia como el impuesto de jarach, que era al menos dos veces lo que pagaban los musulmanes mediante el zakat. Los tipos impositivos discriminatorios y altos condujeron a masivas protestas civiles en el año 1679 en la India, las cuales fueron aplastadas por Aurangzeb.
A cambio de los impuestos, a los que pagan la yizia se les permite conservar su religión, siempre que la practiquen en privado y sin ofender a los musulmanes, pero no se les permite la construcción de nuevas iglesias, sinagogas o templos. Se considera que están bajo protección del Estado musulmán, siempre que cumplan determinadas condiciones.

## Otros impuestos asociados a la yizia
Junto con la yizia como impuesto principal (a veces llamado impuesto de cuello), los no musulmanes también estaban obligados a pagar el jarach como impuesto a la tierra. Este se gravaba a los que trabajaban la tierra o poseían tierras. Tanto la yizia como el jarach no tenían que ser pagados por los musulmanes o por los conversos al islam.
Otros impuestos a pagar, por o de la propiedad de un individuo no musulmán, además de la yizia eran el fai, ghanima y el ushur. El fai (a veces escrito fay) era lo que se tenía que pagar por la propiedad de un musulmán que fuera incautada por un oficial musulmán, el no musulmán era obligado a pagar el 100 % del valor estipulado de la propiedad si se le permitía recuperarla.
La ghanima era un impuesto del 20 % pagado por el comandante del ejército musulmán sobre el botín y lo saqueado a los no musulmanes por la fuerza (anwatan) después de una guerra o después de que el comandante lanzara una razia contra los puestos de comercio, templos o caravanas de los no musulmanes. El comandante y sus soldados musulmanes tenían derecho a quedarse con el 80 % del botín. El ushur (a veces escrito ushr) era un impuesto de aduanas que se tenía que pagar cuando se pasaba las fronteras de un país musulmán. Los no musulmanes tenían que pagar el doble que lo que pagaban los musulmanes en el valor tasado de los bienes en posesión de la persona en tránsito. Esto se sumaba a la yizia.
La yizia y otros impuestos se aplicaban a las poblaciones no musulmanas sedentarias. El sadaqa era el impuesto que se gravaba a los pueblos nómadas en lugar de la yizia.

## Castigos aplicados si no se paga la yizia
Según Abu Yúsuf, jurista de Harun al-Rashid, los que no pagan yizia deben ser encarcelados sin dejarles en libertad hasta que paguen. Aunque era un impuesto anual, a los no musulmanes se les permitía pagar en cuotas mensuales. Si alguien había accedido a pagar la yizia, y abandonaba el territorio musulmán hacia tierras no musulmanas, era punible con la esclavitud si alguna vez era capturado. Este castigo no se aplicaba sólo si la persona había sufrido vejaciones por parte de los musulmanes.
En la práctica, el impago del impuesto de la yizia, o el impuesto asociado del jarach, por cualquier sujeto no musulmán en un país musulmán se castigaba con el arresto y esclavitud de toda su familia. Las mujeres y las niñas de una familia esclavizada pasaban a ser propiedad de un amo musulmán y eran utilizadas como esclavas sexuales u otras actividades (raqiq o baghiya). Un no musulmán podía evitar el arresto o dejar de pagar el impuesto de la yizia en cualquier momento mediante la conversión al islam, ya que la misma era un castigo por no aceptar el islam, lo cual se les recordaba constantemente. En algunas regiones de hegemonía islámica, los sultanes se enfrentaron a rebeliones y las masas de no musulmanes se negaban a convertirse al islam o pagar la yizia. Este tipo de oposición militante conllevó al brutal castigo islámico por negarse a pagar el impuesto discriminatorio de la yizia. Tales revueltas ocurrieron en India, España y Marruecos. En algunos casos, esto llevó a su abolición en algunos períodos como la suspensión de la yizia en el año 1704 d. C. en la región del Deccan en la India por Aurangzeb.

## Uso de la yizia
La yizia se utilizó para construir mezquitas, comprar la libertad de los presos musulmanes en las guerras con los países no musulmanes, financiar organizaciones benéficas islámicas destinadas a ayudar a los musulmanes, ampliar el fondo de los ejércitos y financiar las guerras de expansión (yihad). Los no musulmanes y los esclavos propiedad de los musulmanes no tenían derecho a los gastos y subvenciones recopilados a través de la yizia o cualquier otro impuesto. La yizia y los impuestos asociados también podían ir a parar a tesoros "privados".

## Historia

### En época de Mahoma
La yizia se impuso en la época de Mahoma a las tribus vasallas de los musulmanes, incluidos los judíos en Khaybar, los cristianos de Najran y los zoroastristas de Baréin.
Tres campañas militares durante la época de Mahoma culminaron con la imposición de la yizia a los no musulmanes, a cambio de protección por parte de los musulmanes y no ser asesinados: la batalla de Khaybar y la expedición de Abdur Rahman bin Auf. Durante la invasión de los Banu Qaynuqa, Mahoma exigió que los judíos tenían que pagar el tributo (yizia), pero estos se negaron, ya que el Dios de Mahoma era pagano. A raíz de este desagravio, Mahoma reveló el vero coránico [Corán 3:118].  En esta aleya se establece que no se debe tomar a los no musulmanes como bitanah, que se ha interpretado que significa asesores, consultores, protectores, ayudantes y amigos.

. ¡Creyentes! No intiméis con nadie ajeno a vuestra comunidad. Si no, no dejarán de dañaros. Desearían vuestra ruina. El odio asomó a sus bocas, pero lo que ocultan sus pechos es peor. Os hemos explicado las aleyas. Si razonarais. Vosotros creéis en toda la Escritura... Ellos, cuando os encuentran, dicen: "¡Creemos!" pero, cuando están a solas, se muerden las puntas de los dedos, de rabia contra vosotros. Di: "¡Morid de rabia!" Alá sabe bien lo que encierran los pechos.
C 8:118 y 119

### SiglosXIXyXX
En Persia, la yizia se pagó por la minoría zoroastrista hasta 1884, cuando suprimida a raíz de la presión ejercida sobre el gobierno de Qajar por el Fondo para el mejoramiento del zoroastrismo persa, la religión de los persas antes de la invasión musulmana.
La yizia fue eliminada en Argelia y Túnez en el siglo XIX, pero continuó siendo recogida en Marruecos hasta la primera década del siglo XX (estas tres fechas coinciden con la colonización francesa de estos países).
En el Imperio Otomano la yizia fue abolida en 1856, siendo substituida por un nuevo impuesto que los no musulmanes pagaban en lugar del servicio militar, el cual está prohibido a los kafirs. Se llamaba "baddal-askari" (del árabe: sustitución militar), un impuesto que eximía a los judíos y a los cristianos del servicio militar.
A mediados del siglo XX, los hindúes de la India británica que fueron convertidos a la fuerza al islam, se vieron obligados a pagar la yizia a la Liga Musulmana, en particular durante el genocidio de Noakhali, en el que 10 000 hindúes fueron masacrados y los sobrevivientes fueron obligados a pagar la yizia.

### SigloXXI
En 2009 un grupo de militantes del grupo conocido como Talibán impuso la yizia a la minoría sij de Pakistán después de ocupar algunas de sus casas y secuestrar a los líderes sijs.
En 2013, los Hermanos Musulmanes impusieron la yizia a 15 000 cristianos coptos de la aldea de Dalga en Egipto.
La banda terrorista Estado Islámico ha impuesto la yizia en los territorios que controla. Los cristianos ricos tendrán que pagar el equivalente de 664 dólares dos veces al año, mientras que a los más pobres se les cobrará una cuarta parte de esa cantidad. Los cristianos que se nieguen a pagar el impuesto tendrán que convertirse al islamismo o morir.
En 2014, en Palestina el clérigo musulmán Al-Astal, afín a Hamás, ha propuesto la imposición de la yizia a los judíos en Israel. Ya en 2005 Hamás habría propuesto que los kafirs tendrían que pagar la yizia en Palestina.

## Apoyos a la yizia
Los partidarios argumentan que es justo, ya que todos los musulmanes están obligados a pagar el zakat. A pesar de que la tasa y la naturaleza del zakat y la yizia son diferentes, los partidarios se basan por lo general en que la yizia es un tipo de dinero de protección y un requisito religioso contra los kafirs impuesto por la sharia.
Según afirma Timothy H. Parsons, a inicios del califato, los no musulmanes tenían que pagar el jarach en la práctica. La suma del jarach y la yizia se gravaba a los no musulmanes y era considerablemente mayor que el impuesto del zakat a los musulmanes, y la conversión generalmente traía un alivio de impuestos. Las evidencias sugieren que la yizia constituía la mayoría de las veces el doble del zakat. Por ejemplo, en el Hedaya (Guía para el Derecho Musulmán), un texto legal islámico, se declara que es lícito imponer el doble de impuestos a un dimmí comparado al que paga un musulmán.

## Diferencias entre el zakat y la yizia
| Zakat | Yizia |
| --- | --- |
| Obligatorio para los musulmanes | Obligatorio para los dimmíes |
| El zakat es obligatorio si el ingreso de un musulmán y sus posesiones netas exceden el nisab (exceso de cierta cantidad básica).                                             | La yizia es obligatoria para los dimmíes, sin importar sus ingresos o riquezas, no existe un nisab mínimo para determinar la yizia. |
| Solo se paga con base en el ingreso y pertenencias que se poseen continuamente durante un año lunar y que sobrepasan el nisab; se paga en la época de la cosecha (ingresos). | Se paga con base en todas las pertenencias e ingresos, se puede pagar anualmente o en cuotas, independientemente del nisab. |
| La cantidad del zakat a pagar está especificada por la sharia. | La cantidad a pagar no se especifica en la sharia; en la época de Mahoma, se pagaba al menos un dinar de oro y 12 dirhams; posteriormente, estos impuestos se dividieron en tres niveles con un mínimo de 20 % de todos los bienes estimados y cualquier venta. Las tasas más altas pagadas iban del 33 % al 80 % de toda la producción agrícola que se produjera dentro de un país islámico. |
| Lo pagaba personalmente el dueño de los bienes. | Lo pagaban todos los hombres adultos en edad militar. |
| La negativa a pagar el zakat se trataba con flexibilidad en algunos sultanatos y con castigos en otros.                                                                      | La negativa se pagaba con la cárcel, decapitación, crucifixión y esclavitud de toda la familia. |